# Мухаммед Алі Шах

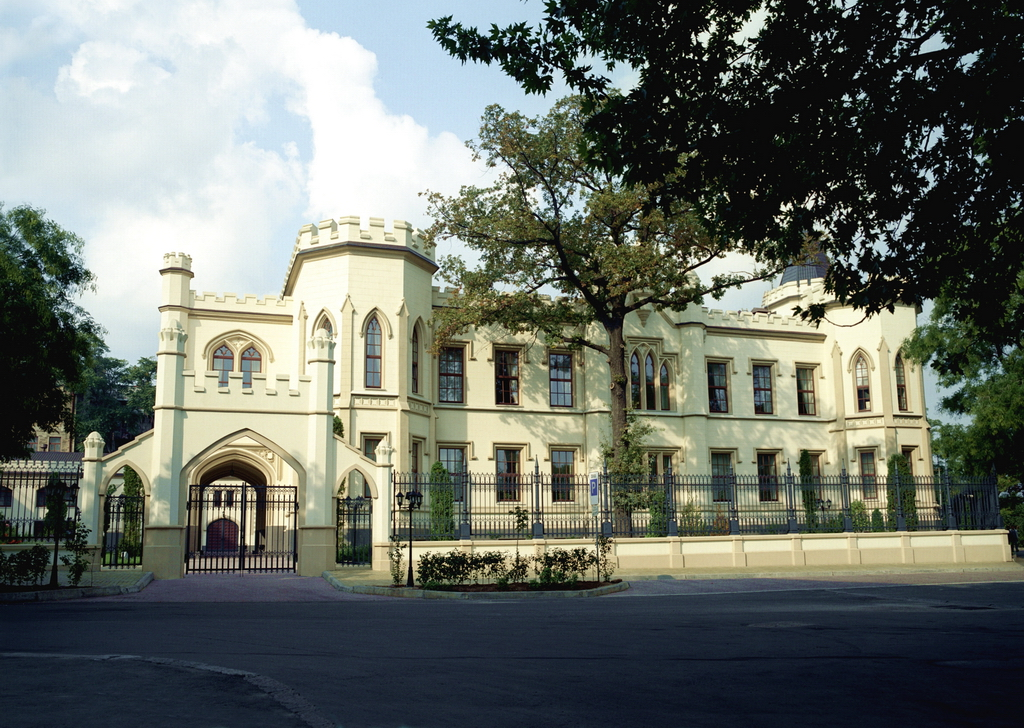
Палац Бжозовського (Шахський палац) — резиденція шаха в Одесі

Мохаммед Алі Шах (перс. محمدعلی شاه قاجار; 21 червня 1872, Тегеран, Іран — 5 квітня 1925, Санремо, Королівство Італія) — шахиншах Ірану з династії Каджарів з 8 січня 1907 по 16 липня 1909 року.

## Життєпис
Старший син Мозаффара ед-Дін-шаха та рідної племінниці Насера ед-Діна Шаха Уммул-Хакан. Одним з вихователів майбутнього шаха був Сірая Шапшал. Будучи принцем, займав пост губернатора Тебризу.
Посів на престол 8 січня 1907 року, після смерті батька. При вступі на престол обіцяв дотримуватися конституції, дарованої його батьком у 1906 році, чого, однак не виконав.
1 травня 1907 року призначив прем'єр-міністром Мірзу Алі Асгар Хана, досвідченого політика, який вже обіймав цю посаду у періоди 1888–1896 і 1898–1903 роки та отримав титул Мірза Алі Асгар Хан, Емін ес-Солтане, Атабек-е-Азам — Вірний Султану, Вищий правитель (титул першого міністра). Проте вже 31 серпня 1907 року Мірза Алі був убитий федаїном Аббасом Агою з Тебрізу. 15 лютого 1908 року в карету самого шаха була кинута бомба. Шах не постраждав, але невдалий замах зробив його вкрай підозрілим.
3 червня шах, побоюючись чергового замаху, залишив палац в Тегерані та виїхав до шахських садів за його межами.
24 червня 1908 року здійснив переворот за допомогою Перської козацької бригади, розігнавши Меджліс.
У 1908 році в Тебризі почалося повстання проти влади шаха. У січні 1909 прихильники конституції, підтримані бахтіарськими ханами, що прагнули до зміцнення свого впливу, захопили владу в Ісфагані. Почалося повстання в Ґіляні (в Решті та інших містах Ґіляну). У Буширі, Бендер-Аббасі та деяких інших містах та районах Ірану до влади прийшли противники шаха. 13 липня 1909 повстанці вступили в Тегеран. 16 липня зібралася надзвичайна національна рада в складі керівників федайських та бахтіярських загонів, колишніх міністрів та депутатів першого меджлісу. Він оголосив про позбавлення влади Мохаммада Алі і про передачу влади його 11-річному синові Ахмаду.
Мохаммад Алі був змушений сховатися в російській місії, а потім виїхати у вигнання до Російської імперії. У 1911 році повернувся в Іран з військовим загоном, висадившись в Астрабаді, і намагався відновити свою владу, але його прихильники були розбиті військами уряду. Мешкав в Одесі в особняку за адресою вулиця Гоголя, 2. Після перевороту в Російській державі у 1920 році переїхав до Стамбулу, а потім — до Королівства Італія, де мешкав у місті Санремо до своєї смерті. [джерело?]

## Нагороди
- Кавалер Великого Хреста ордену Леопольда (Австро-Угорщина, 1900).
- Кавалер ордену Святого Андрія Первозванного (Російська імперія, 1905).
- Кавалер ордену Святого Олександра Невського (Російська імперія, 1905).
- Кавалер ордену Білого Орла (Російська імперія, 1905).
- Кавалер ордену Святого Станіслава 1-го ступеня (Російська імперія, 1905).
- Кавалер ордену Святої Анни 1-го ступеня (Російська імперія, 1905).
- Кавалер Високого ордену Будинку Османа (Османська імперія, 1905).
- Кавалер Великого Хреста ордену Почесного легіону (Третя французька республіка, 1907) [джерело?]